# Beurré Superfin
La Beurré Superfin est une variété de poire.

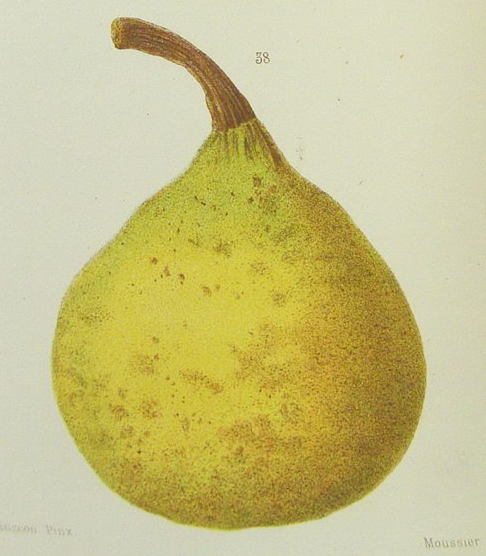
Beurré Superfin.

## Synonymes
- Un temps confondu avec la poire Cumberland de Van Mons[1].

## Origine
Sorti d'un semis de pépins de Duchesse d'Angoulême, de Gros-Blanquet et de Doyenné.
M. Bougault a obtenu ce fruit en 1844, en France, à Millepieds, près de Cholet et d'Angers.

## Arbre
Rameaux moyens, courts, un peu arqués, chamois clair.
Yeux moyens, allongés, aigus, écartés du rameau.
Culture : cet arbre greffé sur cognassier en forme naine est assez vigoureux et fertile ; sur franc, soumis à un pincement régulier et à une taille longue, planté en sol riche au nord est ou au sud est, il produit sans s'épuiser.
Variété appréciée par l'amateur, peu sujette à la tavelure, mériterait d'être étudiée en culture intensive où la finesse de sa chair et son goût exquis seraient vite appréciés du public.
Fruit d'amateur.

## Fruit

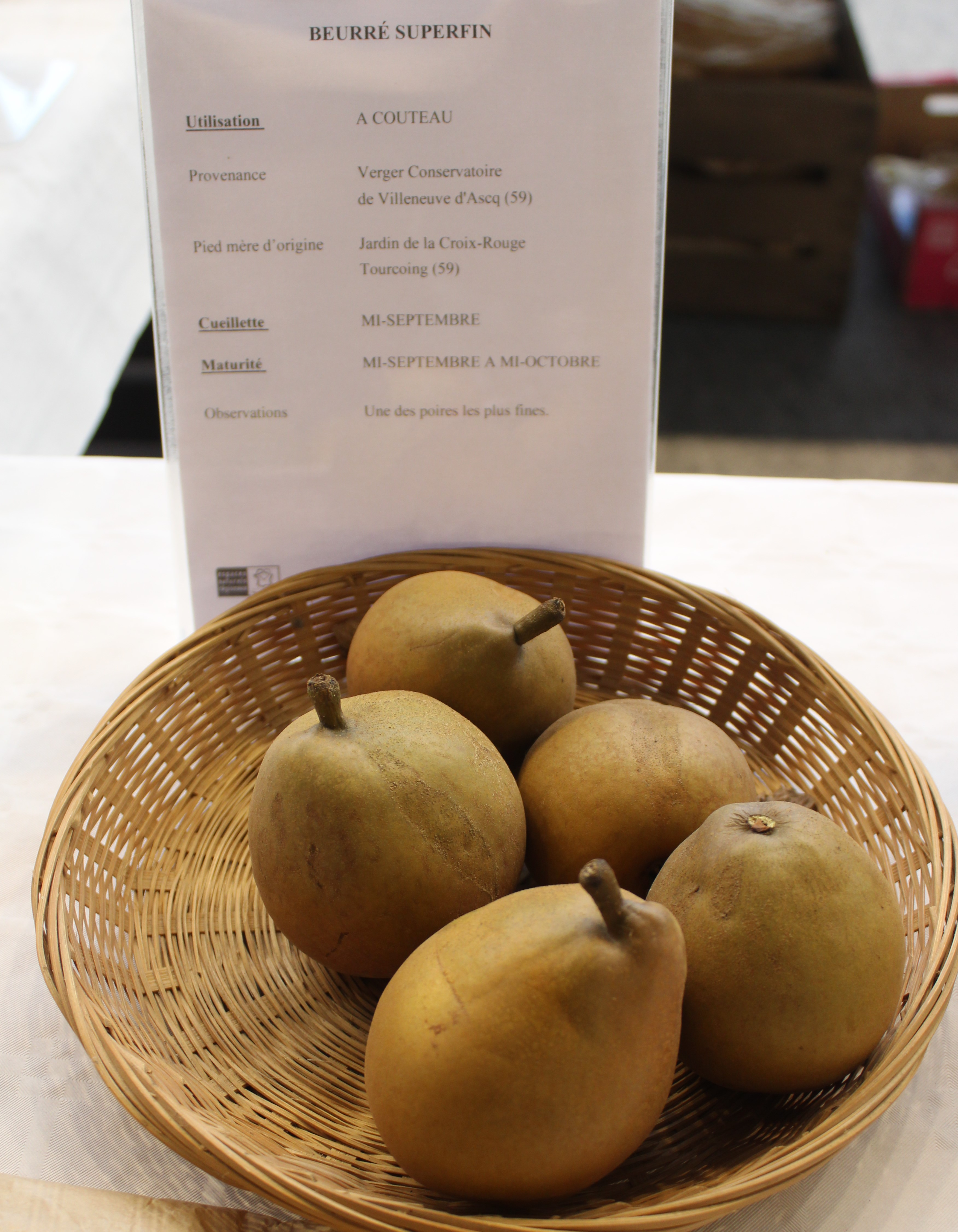
En exposition.

Gros, turbiné obtus et ventru, il est aussi large que haut.
Épiderme : lisse, jaune doré, faiblement lavé de carmin du côté du soleil, pointillé de roux, parsemé de quelques taches fauves, formant plaque dans la cavité de l'œil.
Pédicelle : un peu court ou moyen, très gros, charnu et renflé, continuant obliquement le fruit.
Œil : grand, ouvert, inséré dans une dépression très peu profonde et largement évasée.
Chair : blanche, fine, fondante, bien juteuse, sucrée acidulée, délicatement parfumée.
Qualité : très bonne.
Maturité : septembre.

## Appréciation générale
Les produits de cette très bonne variété, délicate, n'ont pas été destinés à la grande production, mais sont les meilleurs pour le verger d'amateur.

#### Ouvrages
- André Leroy,  « Dictionnaire de Pomologie », Poires, tomes  I et II, Imprimeries Lachaire à Angers.
- H. Kessler : « Pomologie illustrée », Imprimeries de la Fédération S.A, Berne.
- Georges Delbard, « Les Beaux fruits de France d’hier », Delbard, Paris, 1993,  (ISBN 2-950-80110-2).

#### Revues et publications
- Revue « Fruits Oubliés », no 54.